# Wiseppe
Wiseppe település Franciaországban, Meuse megyében. Lakosainak száma 92 fő (2022. január 1.). Wiseppe Beauclair, Halles-sous-les-Côtes, Laneuville-sur-Meuse, Montigny-devant-Sassey, Saulmory-et-Villefranche és Stenay községekkel határos.

## Népesség
A település népessége az elmúlt években az alábbi módon változott:
| Lakosok száma | 147  | 121  | 104  | 110  | 109  | 107  | 97   | 91   | 89   | 92   |
|               | 1968 | 1982 | 1990 | 2006 | 2013 | 2015 | 2017 | 2019 | 2020 | 2022 |